# Pompeia Magna
Pompeia Magna was de dochter van de triumvir Gnaius Pompeius Magnus maior bij zijn derde echtgenote Mucia Tertia.
Toen haar vader in 59 v.Chr. in het huwelijk trad met Julia Caesaris, de dochter van Julius Caesar, werd ze beloofd aan Servilius Caepio, met wie Julia reeds was verloofd geweest. Ze zou Caepio echter niet trouwen, maar wel Faustus Cornelius Sulla, de zoon van de dictator Lucius Cornelius Sulla en Caecilia Metella, aan wie ze eveneens voordien was verloofd. Ze schonk hem drie kinderen: Faustus Cornelius Sulla, Lucius Cornelius Sulla Felix Ahenobarbus en Cornelia Sulla, (echtgenote van Lucius Scribonius Libo). Haar echtgenoot sneuvelde in 46 v.Chr. in de bellum Africae, en zij en haar kinderen vielen in de handen van Caesar, die hen echter ongedeerd liet gaan.
Vervolgens huwde ze Lucius Cornelius Cinna. Ze zou hem twee kinderen schenken: een zoon, Gnaius Cornelius Cinna Magnus, die zou betrokken raken in een samenzwering tegen Augustus, en een dochter, Cornelia Pompeia Magna. Ze verbleef een tijd lang bij haar broer Sextus Pompeius Magnus Pius op Sicilië, waar ze geschenken gaf aan de jonge Tiberius Claudius Nero, de latere princeps, toen zijn ouders op het eiland hun toevlucht zochten.
Daar wordt gezegd dat haar broer Sextus haar overleefde, moet ze voor 35 v.Chr. zijn gestorven

## Referentie
- W. Smith, art. Pompeia (4), in W. Smith (ed.), A dictionary of Greek and Roman biography and mythology, III, Boston, 1867, p. 1052.